# Takumu Nishihara
Takumu Nishihara (jap. 西原 拓夢, Nishihara Takumu; * 17. Juli 1992 in Akashi, Präfektur Hyōgo) ist ein japanischer Fußballspieler.

## Karriere
Takumu Nishihara erlernte das Fußballspielen in der Schulmannschaft der Akashi Josai High School sowie in der Universitätsmannschaft der Kansai-Universität. Seinen ersten Vertrag unterschrieb er 2015 bei Tiamo Hirakata. Der Verein aus Hirakata spielte in der Tohoku Soccer League. Anfang 2016 ging er nach Myanmar. Hier schoss er sich Ayeyawady United an. Der Verein aus Pathein spielte in der ersten Liga, der Myanmar National League. Die Saison 2017 spielte er bei Nay Pyi Taw FC in Naypyidaw. 2018 nahm ihn der laotische Verein Lao Toyota FC unter Vertrag. Lao Toyota spielte in der ersten Liga, der Lao Premier League. Am Ende der Saison feierte er mit dem Verein aus Vientiane die laotische Meisterschaft. Nach der Meisterschaft verließ er den Klub und ging nach Thailand. Hier verpflichtete ihn der Drittligist Khon Kaen United FC. Mit dem Klub aus Khon Kaen spielte er in der dritten Liga, der Thai League 3. Khon Kaen trat in der Upper Region an. Mit Khon Kaen wurde er Meister der Region und stieg in die zweite Liga auf. Nach dem Aufstieg unterschrieb er einen Vertrag beim Drittligisten Lamphun Warrior FC in Lamphun. Nach zwei Drittligaspielen ging er Mitte 2020 wieder nach Laos, wo er sich dem Erstligisten Young Elephants FC anschloss. Mit dem Verein stand er im Oktober 2020 im Endspiel des Lao FF Cup. Hier erzielte er die zwei Tore für den 2:1-Erfolg. Für die Young Elephants absolvierte er neun Erstligaspiele und schoss dabei acht Tore. Ende Dezember 2020 ging er nach Vietnam, wo er sich dem National Defense Ministry FC anschloss. Der Verein aus Phnom Penh spielte in der ersten Liga, der Cambodian League. Nach zwei Jahren wechselte er zum ebenfalls in der ersten Liga spielenden Visakha FC und Anfang 2024 ging der Japaner für eine halbe Saison zum Zweitligisten Lija Athletics nach Malta. Seit Juli 2024 steht er wieder beim Young Elephants FC unter Vertrag und wurde mit 26 Treffern Torschützenkönig der Lao Premier League 2024/25.

## Erfolge
Lao Toyota FC
- Laotischer Meister: 2018

Young Elephants FC
- Laotischer Pokalsieger: 2020

Khon Kaen United FC
- Thai League 3 – Upper: 2019  ▲

## Auszeichnungen
- Torschützenkönig der Lao Premier League: 2024/25 (26 Tore)